# John Westlake
John Westlake, född den 4 februari 1828, död den 14 april 1913, var en engelsk jurist.
Westlake blev 1854 advokat och 1888 professor i internationell rätt vid universitetet i Cambridge. Han författade bland annat A treatise on private international law (1858; flera upplagor) och var från början medutgivare av Brysseltidskriften "Revue de droit international"’. Westlake tillhörde Englands mest ansedda och även i utlandet kända rättslärde. Hans privatinternationella verk anknyter också till europeisk rättsdoktrin och rättsutveckling i allmänhet och klarlägger därigenom den engelska rättens särställning på ett sätt som gjorde hans arbete synnerligen värdefullt.
Han kallades till hedersledamot av Finska Vetenskaps-Societeten år 1910